# Parc naturel régional de Lorraine
Le parc naturel régional de Lorraine est un parc naturel régional créé en 1974 qui couvre une superficie de 210 806 ha, soit près de 11 % de l'ancienne région Lorraine. Il est géré sous la forme d'un syndicat mixte.

## Topographie

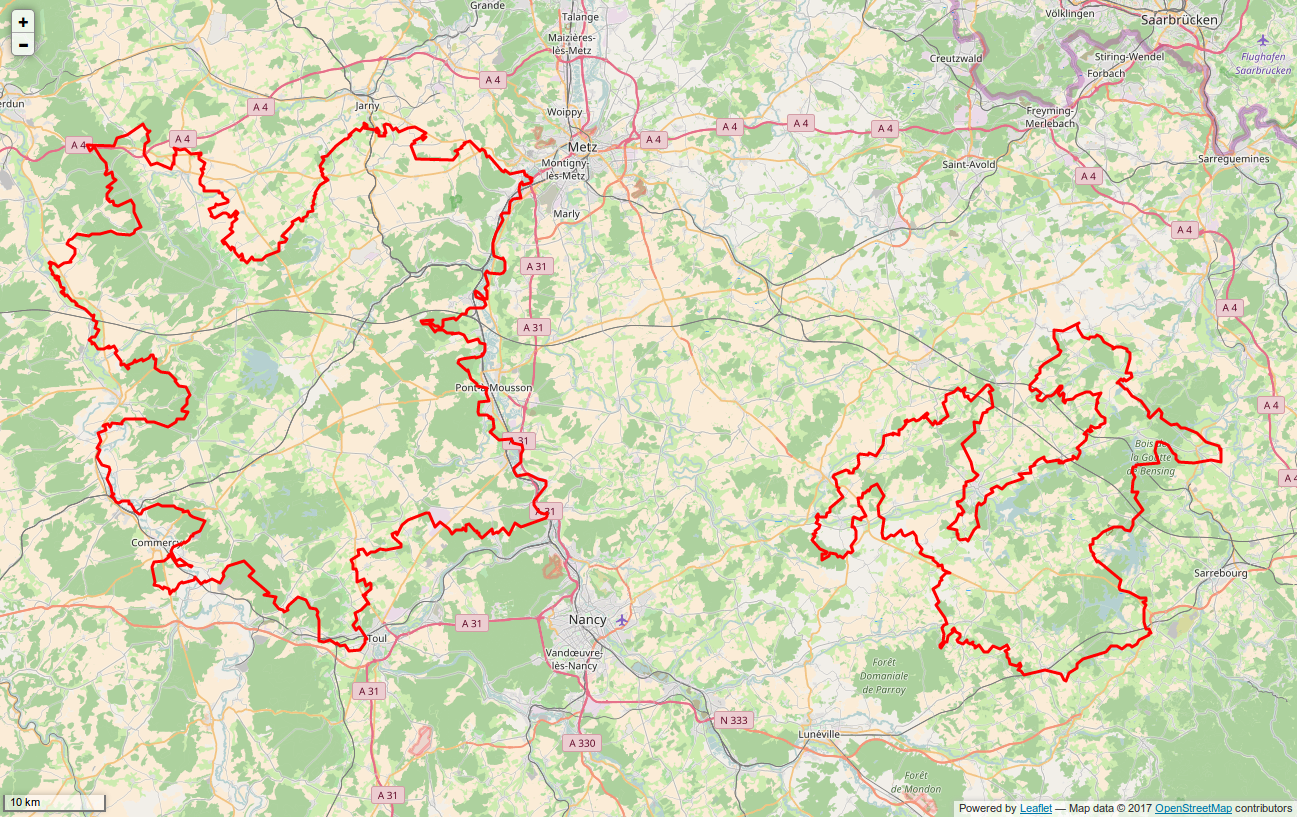
Périmètre du PNR.

Le parc a la particularité d’être séparé en deux parties assez nettement éloignées (environ 30 km), de part et d’autre d’une zone fortement urbanisée du sillon mosellan de Nancy à Metz. Il s’étend donc sur trois départements : 77 570 hectares en Meuse (35 %), 74 357 hectares en Meurthe-et-Moselle (34 %) et 67 909 hectares en Moselle (31 %).

### Partie ouest
C’est la plus étendue, elle est bornée par Verdun, Metz, Nancy, Toul et Commercy. Elle s’étend sur une partie des vallées de la Moselle et de la Meuse, sur les côtes de Meuse et sur la plaine de Woëvre.

#### Sites remarquables
- Les côtes de Meuse, dont le remarquable promontoire d'Hattonchâtel.
- La plaine de Woëvre, plaine humide parsemée d'étangs (Lachaussée) et de forêts (forêt de la Reine), le lac de Madine et sa base de loisirs.
- La butte de Montsec et son monument du souvenir.
- La vallée de l'Esch couramment surnommée la petite Suisse Lorraine.

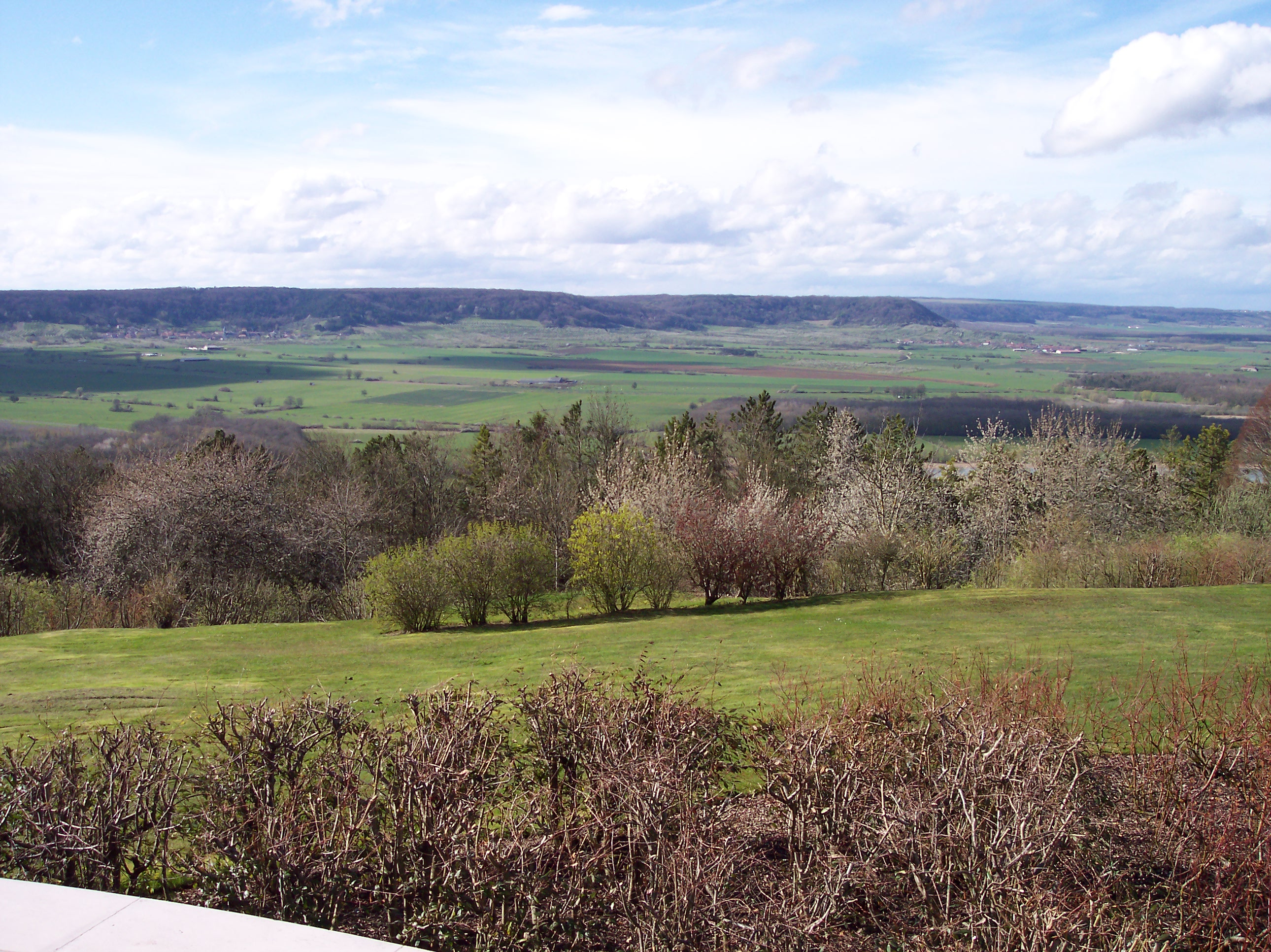
Les côtes de Meuse vues depuis la butte de Montsec.
Partie sauvage du lac de Madine.
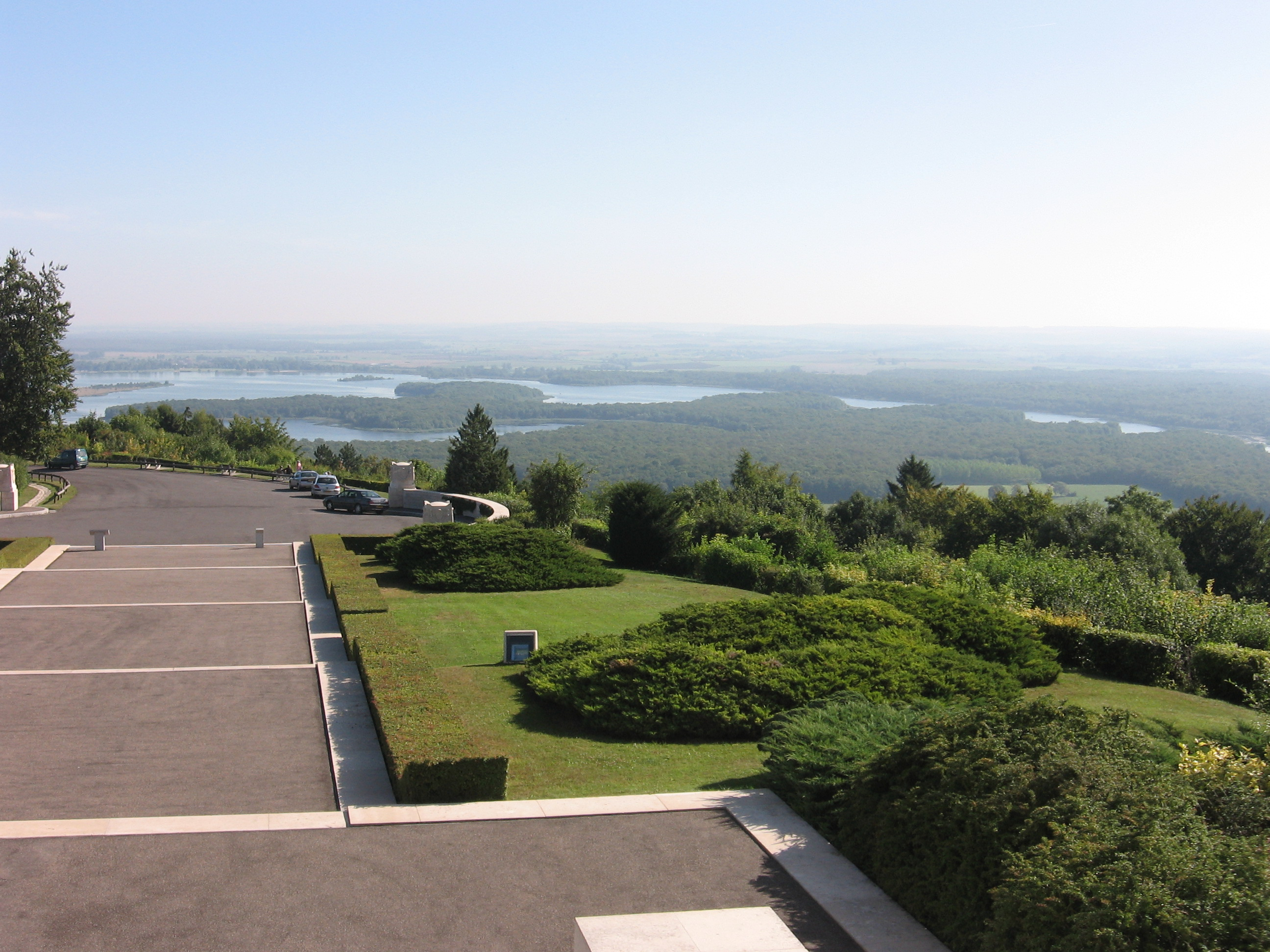
Vue du lac de la Madine depuis la butte de Montsec.
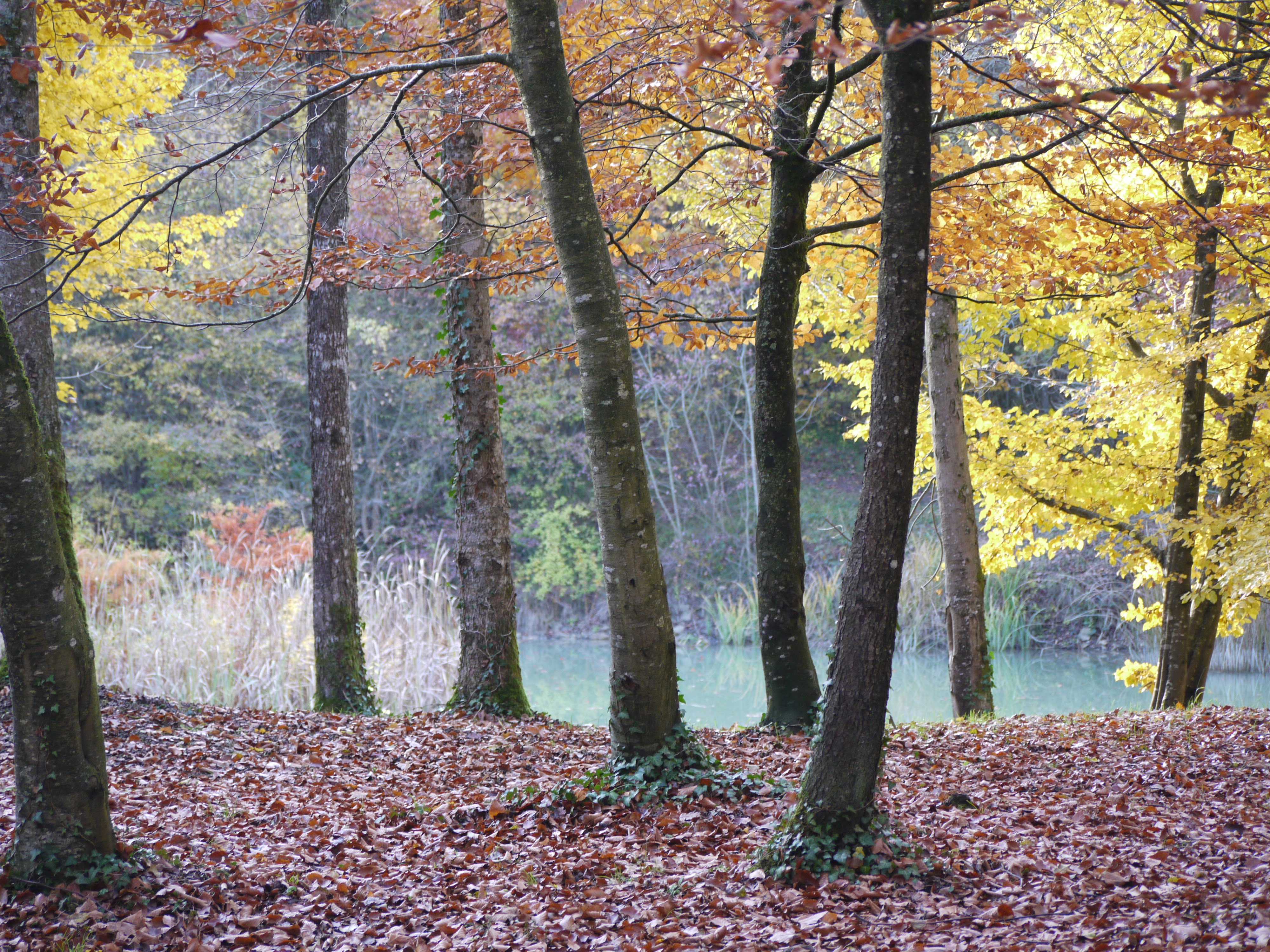
Paysage automnal dans la Meuse.

### Partieest
Elle est limitée par Château-Salins, Morhange, Fénétrange, Réchicourt-le-Château. Elle correspond aux régions naturelles du Saulnois et du pays des étangs (Lindre, Gondrexange, Mittersheim, etc.), situé sur un flux migratoire de nombreux oiseaux.

#### Sites remarquables
- Le Saulnois ainsi que le pays des étangs.
- Les grands étangs lorrains (Gondrexange, Mittersheim et Lindre)

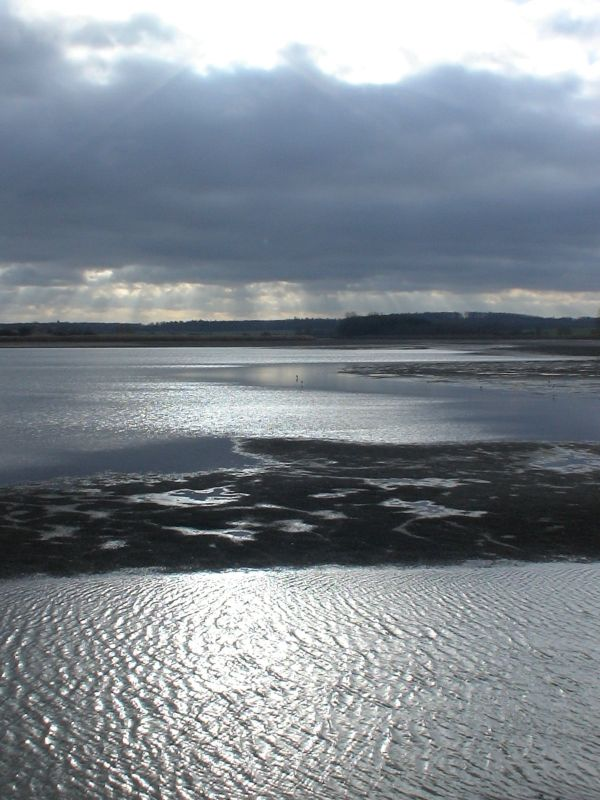
Étang de Lindre
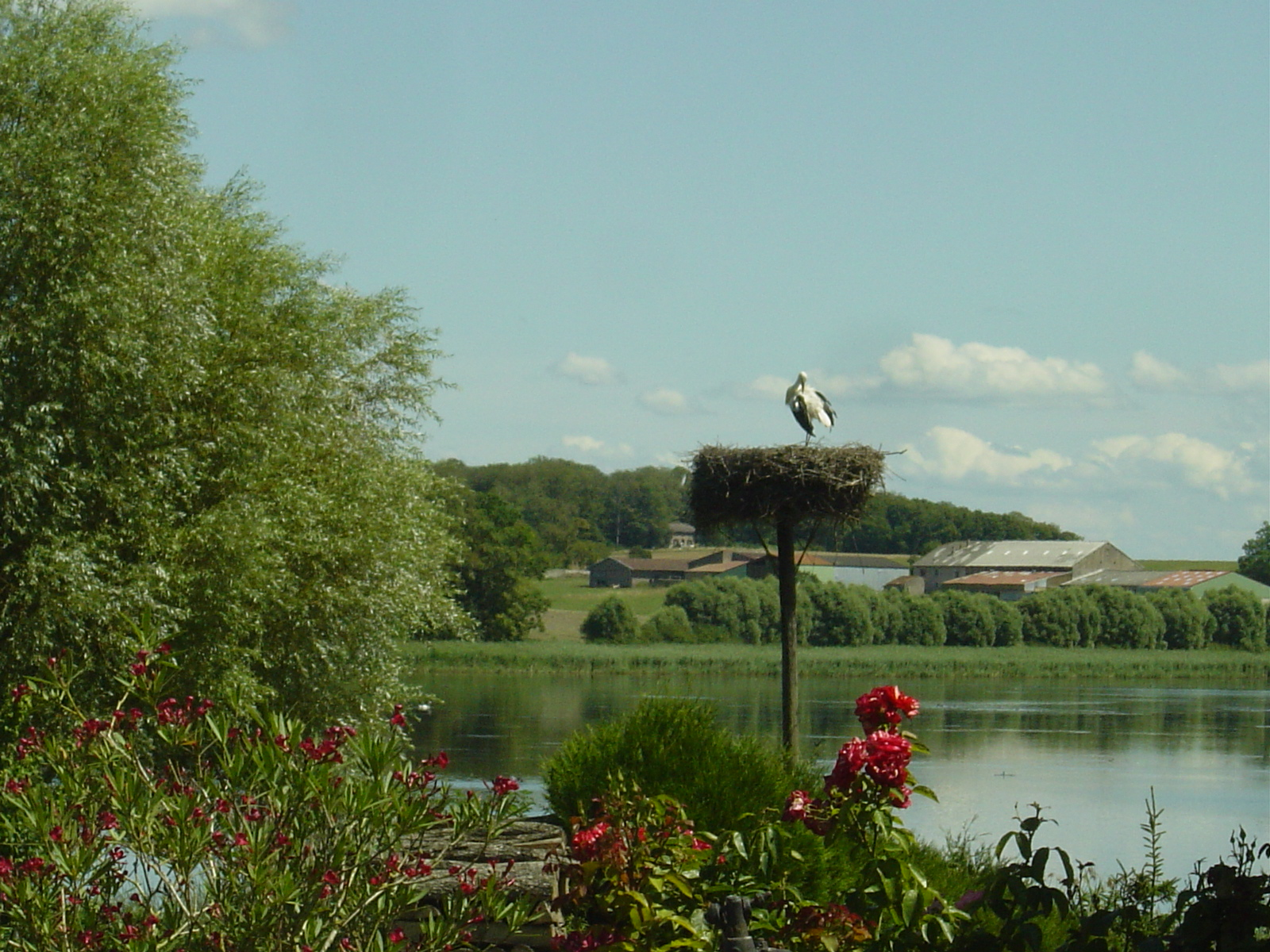
Tarquimpol, sur l'étang de Lindre
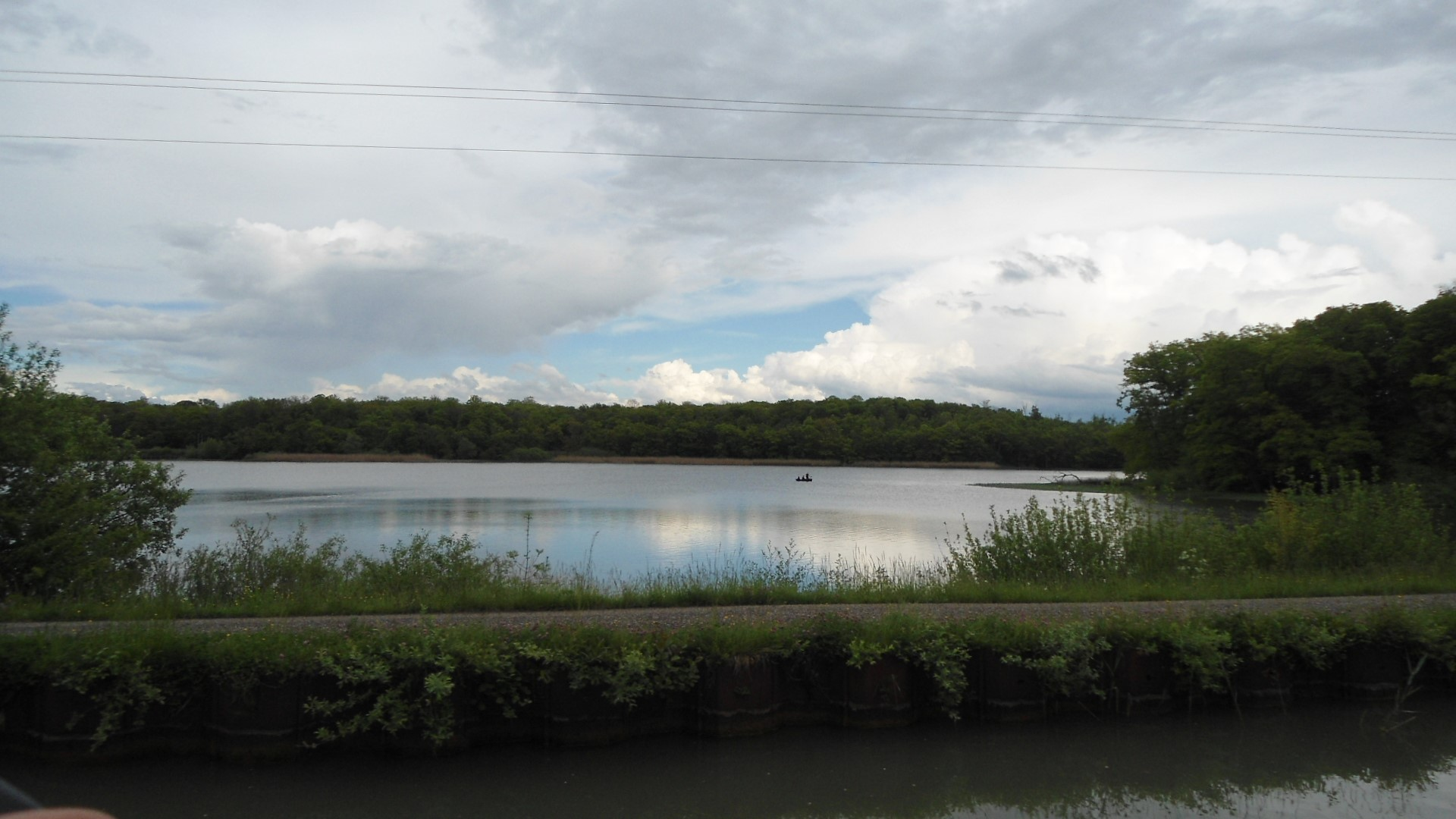
Étang de Mittersheim

## Faune et flore
Parmi les espèces animales que l'on retrouve dans le parc naturel régional de lorraine : le cerf, le chat sauvage, le chevreuil, le renard, le sanglier, le loup, le blaireau, la belette, le putois, etc.
Pour la flore nous retrouvons le hêtre et les feuillus précieux tels que les érables, le merisier et les alisiers. Les chênes sessile et pédonculé sont souvent accompagnés de charme. On retrouve des frênes, des tilleuls, des aulnes, des bouleaux , des trembles, etc.

## Territoire

Logo du parc.

Le territoire du parc couvre près de 210 806 ha et concerne 183 communes, dont 78 en Meurthe-et-Moselle, 54 en Moselle et 51 en Meuse.
Le parc conserve également sur son territoire de nombreux sites Natura 2000, sites naturels classés ou inscrits, Zone importante pour la conservation des oiseaux...
La plupart de ses milieux naturels sont des pelouses calcaires, des vallons forestiers, des mares salées, prairies humides, étangs et cours d’eau.
Parmi les paysages du PNR on retrouve les côtes de Meuse et de Moselle, la plaine de la Woëvre, la vallée de la Meuse, le plateau de Haye, le pays des étangs ainsi que le Saulnois.
Le renouvellement de la charte du Parc en 2015 consacre l'intégration de trois nouvelles communes dans le périmètre du PNR (Saint-Baussant en Meurthe-et-Moselle, Montsec dans la Meuse, Ars-sur-Moselle en Moselle), et le départ de 9 autres (Dieue-sur-Meuse, Génicourt-sur-Meuse, Mouilly, Rupt-en-Woëvre, Saint-Mihiel, Sommedieue, Vignot dans la Meuse, Guéblange-lès-Dieuze et Moyenvic en Moselle), portant à 183 le nombre de communes membres.

## Artisanat
On compte une soixantaine d'artisans d'art dans le parc. Parmi le travail du verre, de l'osier ou du fer, on trouve notamment un atelier de soufflage de verre artistique au chalumeau à Waville, un atelier de vitraux à Buxières-sous-les-Côtes ou encore de céramique.